# Thunderbolt
Thunderbolt（サンダーボルト）は、インテルがAppleと共同開発した高速汎用データ伝送技術である。Light Peak（ライト ピーク）を基にして開発されたコンピュータに周辺機器を接続するためのシリアルバス規格の1つ。

## 概要
FireWireの後継として開発されたインターフェースで、ホスト機器にさまざまな周辺機器を接続するためのバス規格である。同時期に登場した高速汎用外部バス規格USB 3.0と比べてデイジーチェーンをサポートするなど多機能かつ高性能である一方、ホスト側・デバイス側の両方にインテル製のモジュールが必要であり、USBと比べて高コストである。
コネクタは、Mini DisplayPort。Thunderbolt 3/4/5 ではUSB Type-C。

## 規格

### Thunderbolt
2011年2月に発表・発売されたAppleのMacBook Pro (Early 2011) が初めて採用し、のちにiMac、Mac miniなどにも順次搭載された。コネクタはMini DisplayPortを採用する。

### Thunderbolt 2
2013年末にインテルは、2つのチャンネルを集約して転送速度20 Gbpsを実現するThunderbolt 2を発表した。AppleはThunderbolt 2を搭載したMacBook Pro (Late 2013)を2013年10月22日に発売し、Mac Proを2013年12月19日に発売した。コネクタはThunderbolt 1と同じくMini DisplayPortを採用し、後方互換性を確保する。対応する光ファイバーケーブルは、住友電気工業が30メートル、コーニングが60メートルまでをそれぞれ販売している。

### Thunderbolt 3
2015年6月にUSB Type-Cコネクタを利用し、転送速度40 Gbpsを実現するThunderbolt 3を発表した。AppleはThunderbolt 3を搭載したMacBook Pro (2016)を2016年10月28日に発売。その後発売されたMacにも搭載されている。ThunderboltおよびThunderbolt 2に対して後方互換性を確保しているが、コネクタの形状が異なるため、後方互換での利用には変換アダプターが必要となる。
なお、転送速度40 Gbpsは映像用の帯域とデータ用の帯域の合計値であり、データ転送に利用できる帯域は22 Gbpsまでとなる。また、一部のシステムではコントローラーとCPUがPCI Express 3.0の2レーンで接続されており、その場合はデータ転送速度は最大16 Gbpsとなる。なお、インテルは後述のThunderbolt 4の発売に合わせてThunderbolt 3のデータ転送帯域を16 Gbpsと説明しているが、2016年に公開されたスライドでは22 Gbpsとなっており、この違いの理由は不明である。

### Thunderbolt 4
2020年1月に、インテルはUSB4規格に準拠したThunderbolt 4を発表した。AppleはThunderbolt 4を搭載したMacBook Pro (2021)を2021年10月18日に発表。Thunderbolt 3と比較して最大帯域幅は40 Gbpsのまま変わらないものの、CPU - コントローラー間の帯域の最低要件がPCI Express 3.0の4レーンとなるなど、性能の底上げが行われている。

### Thunderbolt 5
2022年10月19日、インテルはUSBインプリメンターズ・フォーラム(USB-IF)のUSB4 2.0仕様のリリースに合わせ、次世代Thunderboltをプレビューした。最大80 Gbit/sの双方向帯域幅を提供し、Thunderbolt 4の速度と比較して、将来のホストデバイスと標準をサポートする外部ストレージドライブ間のデータ転送速度が最大2倍高速になる。また、外部ディスプレイ（Thunderbolt 4の速度の3倍）で最大120 Gbit / sの帯域幅を許可するモードがあり、ホストデバイスは60Hzで最大デュアル8Kディスプレイをサポートできる。
完全な仕様は以下の通り。
- USB4 2.0 80 Gbit/s仕様の最新バージョンをサポート
- Thunderbolt 4から80 Gbit/sの総帯域幅の2倍、ビデオ集約型使用には最大3倍の帯域幅を120 Gbit/sに提供
- DisplayPort 2.1のサポート
- より高速なストレージと外部グラフィックスのために、PCI Express 4.0 (× 4レーン) のデータスループット
- 新しい信号技術を介して、最大1 m（3.3フィート）の既存のパッシブケーブルで動作
- 既存のThunderbolt、USB、およびDisplayPortと互換性
- インテルの有効化および認証プログラムによってサポート

インテルは2023年9月12日に、Thunderbolt 5の機能とその詳細を発表した。
AppleはThunderbolt 5を搭載したApple M4 Pro, M4 Maxを2024年10月30日に発表した。それらはMac mini (2024), MacBook Pro(2024)に搭載されている。

## 開発経緯
開発当初にLight Peakと呼称されたデータ伝送路は、USB、イーサネット、DisplayPort、IEEE 1394、ファイバーチャネルなど様々なプロトコルでデータ通信を可能とするマルチプロトコル仕様として設計された。
Thunderboltに改称され、正式規格として策定時にプロトコルはPCI Express 2.0とDisplayPort 1.1aだけとなった。
Light Peak開発当初は光ファイバーの使用を予定したが、電線を用いた規格が先に策定されて上市された。2013年初頭に光ファイバーを用いたケーブルも出荷された。電線で数メートル、光ファイバーで数十メートルまで通信可能としている。
ケーブル
ケーブルはUSB 3.0より強力な給電能力を有し、当初から最大10 Wが供給可能であった。接続はSCSIやIEEE 1394のようなデイジーチェーン方式に対応しており、ホスト側1ポートにつき最大で周辺機器を6台まで接続可能である。コネクタ形状はThunderbolt 2まではMini DisplayPortと同一であった。
Thunderbolt 3からはコネクタにUSB Type-Cを採用した。Thunderbolt 2で最大10 Wだった給電能力はThunderbolt 3では最大100 Wとした。また、Thunderbolt 4でUSB-PD EPRに対応した製品では、最大240Wまで供給が可能である。
転送速度
データ転送速度は、上り線と下り線が共に10 Gbpsの全二重通信である。信号レベルの転送速度は10.3125 Gbpsで、64b/66bで符号化されて実データ転送速度は10 Gbpsである。双方向の場合2レーンで20 Gbpsまでサポートする。2022年に技術発表された次世代Thunderboltでは片側最大120Gbpsを実現する。

## ThunderboltとUSBの比較

USBとThunderboltの転送速度（理論値）前述の通り、Thunderbolt 3の帯域は映像用とデータ用の合計であり、データ転送速度としての差はこれより小さい。

| 規格名             | USB 3.0        | Thunderbolt                          | Thunderbolt 2                       | USB 3.1 Gen 2  | Thunderbolt 3                                                                       | USB 3.2 Gen 2x2    |
| ------------------ | -------------- | ------------------------------------ | ----------------------------------- | -------------- | ----------------------------------------------------------------------------------- | ------------------ |
| 仕様発行日         | 2008年11月     | 2011年2月                            | 2013年6月                           | 2013年8月      | 2015年6月                                                                           | 2017年7月25日      |
| 伝送するプロトコル | SuperSpeed USB | - PCI Express 2.0 - DisplayPort 1.1a | - PCI Express 2.0 - DisplayPort 1.2 | SuperSpeed USB | - PCI Express 3.0 - DisplayPort 1.2/1.4                                             | SuperSpeed USB     |
| 符号化方式         | 8b/10b         | 64b/66b                              | 64b/66b                             | 128b/132b      | 64b/66b                                                                             | 128b/132b          |
| レーン数           | 全二重 1レーン | 全二重 1レーン                       | 全二重 2レーン                      | 全二重 1レーン | 全二重 2レーン                                                                      | 全二重 2レーン     |
| 最大転送速度       | 5 Gbps         | 10 Gbps                              | 20 Gbps                             | 10 Gbps        | 40 Gbps                                                                             | 20 Gbps            |
| 最大給電能力       | 4.5 W          | 10 W                                 | 10 W                                | 4.5 W          | 100 W                                                                               | 100 W              |
| 最大ケーブル長     | 2 m (電線)     | - 3 m (電線) - 60 m (光ファイバー)   | - 3 m (電線) - 60 m (光ファイバー)  | 1 m (電線)     | - 0.8 m (電線・パッシブタイプ) - 2 m (電線・アクティブタイプ) - 60 m (光ファイバー) | 1 m (電線)         |
| ケーブル材質       | 電導体         | - 電導体 - 光ファイバー              | - 電導体 - 光ファイバー             | 電導体         | - 電導体 - 光ファイバー                                                             | 電導体             |
| その他             |                |                                      |                                     |                | USB Type-Cコネクタ                                                                  | USB Type-Cコネクタ |

## 周辺機器
Thunderboltの周辺機器はUSB（10Gbpsないしは20Gbps）では対応しきれない超高速転送を要求するものが多い。
- ディスプレイ（DisplayPortなど）
- 外付けGPU（外部電源必須）
- 外付けSSD（NVMe SSDなど超高速転送〔最大40Gbps〕が可能なSSD）
- 外付けネットワークアダプタ（10ギガビット・イーサネットが可能）